# Съюз на сърбите в Румъния
Съюзът на сърбите в Румъния (на румънски: Uniunea Sârbilor din România) е политическа партия в Румъния която представлява сръбското малцинство в страната. Партията е основана през 1992 година, неин председател е Славомир Гвозденовичи.